# Tacoma Defiance
Il Tacoma Defiance, precedentemente noto come Seattle Sounders 2, è un club calcistico professionsitico statunitense con base a Tacoma (Washington) che disputa le proprie partite interne presso il Cheney Stadium, impianto da 6.500 posti a sedere. Fondato nel 2014, è la squadra riserve della franchigia MLS dei Seattle Sounders FC.
Milita nella MLS Next Pro, lega riserve della MLS e una delle terze divisioni del calcio statunitense.

## Storia

### Seattle Sounders 2
Il 14 ottobre 2014 venne annunciata la creazione di una squadra satellite dei Seattle Sounders, il cui nome sarebbe stato Seattle Sounders 2, e che avrebbe cominciato a competere nella USL a partire dal 2015. La formazione avrebbe utilizzato lo Starfire Sports Complex di Tukwila come impianto per le proprie partite casalinghe
Il 13 novembre, il vice allenatore della prima squadra, Ezra Hendrickson, viene scelto come allenatore della squadra satellite.
Il 21 marzo 2015 la squadra disputò il proprio match inaugurale contro i detentori del titolo USL, il Sacramento Republic FC, battendoli con il risultato di 4-2. L'autore della prima rete in assoluto dei Sounders 2 fu Andy Craven. Sebbene alla prima stagione nella lega, i verdeblù riuscirono a conquistare l'accesso ai playoff, frutto di un sesto posto conquistato nella Western Conference in stagione regolare, ma furono estromessi dalla postseason già al primo turno, a seguito di una sconfitta per 2-0 sul campo dei Colorado Springs Switchbacks.

### Trasferimento a Tacoma e rebrand
Il proprietario della franchigia delle Minor League Baseball dei Tacoma Rainiers aveva espresso interesse nel portare una squadra di calcio a giocare presso il Cheney Stadium, lo stadio della squadra, già dal 2013, tanto che l'impianto aveva già ospitato una partita tra le riserve dei Seattle Sounders e quelle dell'Orlando City davanti a 2.174 spettatori. Così i Rainiers strinsero una partnership con la squadra di calcio indoor dei Tacoma Stars, militanti nella Major Arena Soccer League, per portare le riserve dei Sounders a giocare a Tacoma in pianta stabile.
Il 6 maggio 2017 i Sounders ed i Rainiers annunciarono ufficialmente il trasferimento dei Sounders 2 a Tacoma al completamente di un nuovo stadio specifico per il calcio capace di contenere 5.000 spettatori. A causa dell'innalzamento degli standard per gli stadi della USL, però, il 27 novembre 2017 i Sounders annunciarono che il trasferimento della propria squadra riserve a Tacoma sarebbe stato anticipato già alla stagione 2018. Il debutto del club a Tacoma, avvenuto il 16 marzo 2018 in occasione del successo per 2-1 dei Sounders 2 contro i rivali dei Portland Timbers 2, attirò al Cheney Stadium ben 6.049 spettatori, facendo così registrare il tutto esaurito. Nonostante il club non riuscì a qualificarsi per i playoff, le partite della squadra a Tacoma fecero registrare un'affluenza media di pubblico superiore ai 3.000 spettatori.
Il 30 gennaio 2019 il club cambiò nome in Tacoma Defiance, a seguito di un sondaggio tra i tifosi che ne invitava a proporre e scegliere la nuova denominazione.

## Cronistoria

Vecchio logo dei Seattle Sounders 2.

## Colori e simboli
Il Tacoma Defiance ha ereditato i colori sociali dei Seattle Sounders 2, sebbene negli ultimi anni il club abbia indossato prevalentemente una divisa nera. Lo stemma, di forma circolare, rappresenta al suo interno una nave circondata dai tentacoli del polpo gigante del pacifico.

## Stadio

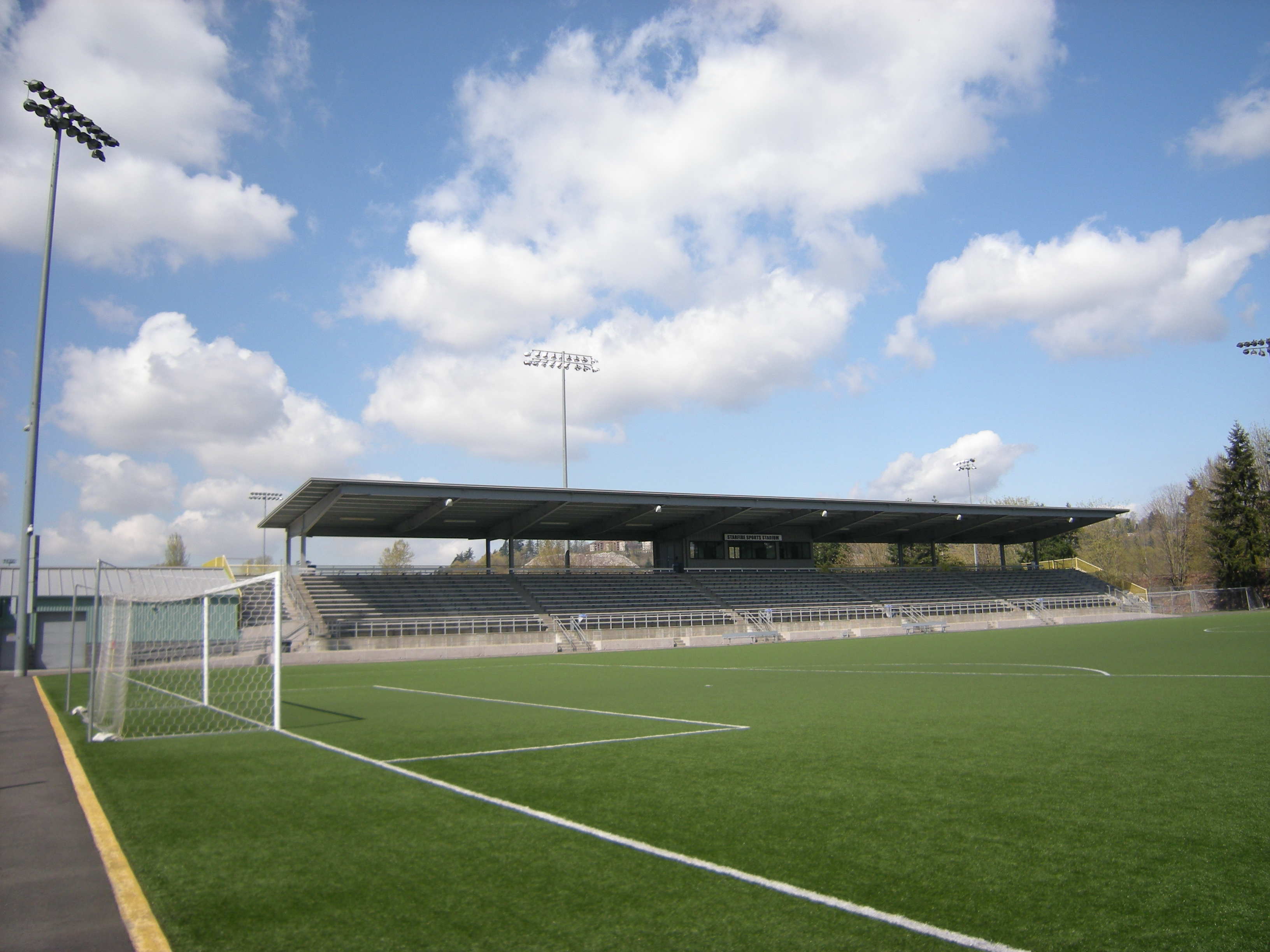
L'impianto sportivo al Starfire Sports Complex.

Il Tacoma Defiance gioca le sue partite casalinghe al Cheney Stadium, impianto originariamente concepito per il baseball situato a Tacoma e con una capacità di 6,500 posti. Dal 2015 al 2017 utilizzava invece allo Starfire Sports Complex di Tukwila, dove tuttora si allena. Il record di spettatori attirati dal club nel suo precedente impianto casalingo, stabilito il 21 marzo 2015, è pari a 2.951 spettatori.
La squadra ha in progetto di costruire, nella città di Tacoma, un nuovo stadio specifico per il calcio dalla capienza di 5.000 spettatori, nel quale dovrebbe giocare anche la squadra di calcio femminile dell'OL Reign.

## Organico
La rosa è aggiornata al 2 marzo 2018.
| N. |                        | Ruolo | Calciatore       |
| -- | ---------------------- | ----- | ---------------- |
| 36 | Haiti (bandiera)       | D     | Denso Ulysse     |
| 37 | Stati Uniti (bandiera) | A     | Shandon Hopeau   |
| 40 | Stati Uniti (bandiera) | C     | Azriel Gonzalez  |
| 53 | Stati Uniti (bandiera) | D     | Sam Rogers       |
| 71 | Stati Uniti (bandiera) | A     | David Olsen      |
| 77 | Panama (bandiera)      | C     | Francisco Narbón |

| N. |                        | Ruolo | Calciatore    |
| -- | ---------------------- | ----- | ------------- |
| 88 | Stati Uniti (bandiera) | C     | Ray Saari     |
| 92 | Camerun (bandiera)     | D     | Rodrigue Ele  |
| 99 | Camerun (bandiera)     | A     | Felix Chenkam |
|    | Stati Uniti (bandiera) | D     | Nick Hinds    |
|    | Stati Uniti (bandiera) | C     | Ray Serrano   |
|    | Nigeria (bandiera)     | D     | Ibrahim Usman |